# Варда Склир
Варда Склир (греч. Βάρδας Σκλήρος; ? — 2 апреля 991) — византийский военачальник, руководивший Азиатским восстанием против императора Василия II Болгаробойцы в 976—979 годах.

## Биография

### Ранние годы
Варда Склир происходил из знатной семьи, которой принадлежали обширные земельные владения на восточных окраинах Малой Азии. Его мать, Грегория, была, по некоторым данным, внучкой Варды — брата императора Василия I. Наиболее выдающимся достижением на раннем этапе его карьеры стала успешная оборона Константинополя от войск русского князя Святослава в 970 году — как утверждают византийские источники, в ходе битвы при Адрианополе его войска уничтожили (окружили и взяли в плен) 20 000 «варваров» при потерях в 55 эллинов. В том сражении Склир, как утверждает Лев Диакон, лично разрубил до пояса одного из военачальников Святослава, после чего «скифы» обратились в бегство. После этой победы войско Склира было направлено в Малую Азию, чтобы подавить вспыхнувшее там восстание Варды Фоки Младшего.
После того, как Варда проявил себя как способный военачальник, он стал советником императора Иоанна I Цимисхия (мужа сестры Склира и также, как и он, армянина). После смерти Иоанна Склир попытался занять императорский трон, но его обошел евнух Василий Лакапин, паракимомен (глава правительства) империи, который сместил Варду с ключевого занимаемого им поста — командующего схолариями (Domestikos tōn Scholōn) в 975 году.

### Восстание
После того, как до него дошли вести о его отставке, Варда Склир удалился в свои земли на востоке Малой Азии и вступил в соглашение с местными правителями, в том числе и мусульманскими. Все они поддержали его в притязаниях на императорскую корону. С помощью родственников и прочих своих приверженцев он быстро установил контроль над большей частью Малой Азии, в том числе над ключевыми городами Антиохией и Кесарией. Когда на его сторону перешел ряд флотоводцев, Варда смог направить мощный флот к Константинополю, угрожая перекрыть Дарданеллы. Здесь восставшие допустили первую ошибку — их корабли отправились в погоню за флотом Василия к берегам Эллады, где и были без труда уничтожены. Потеряв превосходство на море, Склир осадил Никею, считавшуюся ключом к столице. Город оборонял Мануил Эротик Комнин, отец будущего императора Исаака I и предок династии Комнинов.
На помощь Василию пришёл вызванный им из изгнания Варда Фока Младший, военачальник, в своё время поднявший неудачное восстание против Иоанна Цимисхия и заключённый им в монастырь на семь лет. Фока укрепился в Севастии Каппадокийской, где находились его родовые владения. Там он связался со своим другом Давидом III Куропалатом, правителем Тао-Кларджети, отправившим в поддержку Фоке 12 000 грузинских всадников под командованием Торника Эристави и Джоджика. Склир был вынужден снять осаду с Никеи и отправиться навстречу Фоке. В двух сражениях он одержал победу, но в третьем потерпел поражение. 24 марта 979 года военачальники сошлись в поединке, в ходе которого Склир отсёк копьем ухо коню Фоки, но получил тяжелейшую рану в голову. Его войска, решив, что их предводитель погиб, пустились в бегство, однако Склир выжил. После поражения правители Малой Азии отказали Склиру в поддержке, и восстание было подавлено.

### Поздние годы
После своего поражения, Склир и его семья бежали в Багдад, где Склир был заключён в темницу, в которой провёл несколько лет.
После разгрома в 986 году болгарами армии византийского императора Василия II в битве у Трояновых Ворот Склир был освобождён и в 987 году с арабским войском появился на территории Византии, где к нему примкнуло множество провинциальных феодалов. Император поручил подавление восстания Варде Фоке. Тот собрал сильное войско, выступил в поход и присоединился к Склиру. Оба Варды договорились поделить между собой византийскую империю. Затем, улучив удобный момент, Варда Фока бросил Склира в темницу, соединил под своим командованием оба войска и двинулся к Константинополю.
После гибели Фоки в 989 году в сражении у Абидоса Склир был освобождён и взял на себя руководство восстанием: 

Люди, собравшиеся под знамёна Склира, более не сомневались в своем выборе. Каждый из них был объявлен мятежником. Их предводитель вдохновил всех своей собственной непоколебимой решимостью и связал их в один слаженно действующий механизм. Своей добротой он заслужил их преданность. Он не смотрел на их различия, ел с ними за одним столом и пил с ними из одних кубков.— Михаил Пселл
Однако, будучи человеком уже пожилым и много претерпевшим, Склир решил не рисковать и договорился с Василием II. За признание последнего императором Склир добился амнистии для мятежников и утверждения наград и пожалований, сделанных им и Вардой Фокой.
Дата сдачи Варды Склира властям спорна. В 991 году его, слепого и сломленного, помещенного под домашний арест во Фракии, посетил император Василий II, направлявшийся в Болгарию. Старый мятежник принял титул куропалата и умер несколькими днями позднее, предположительно 2 апреля.
Род Варды Склира не угас с его смертью. Его внук, Василий Склир, был женат на сестре императора Романа III. Дочь Василия вышла замуж за Константина IX Мономаха, а его внучка стала любовницей Константина. Одна из этих женщин приходилась бабушкой Владимиру Мономаху (см. Анастасия Мономахиня).

## Предки
|  |                       |  |  |  |  |  |  |  |  |  |  |  |  |  |  |  |
|  | Пантерий Склир        |  |  |  |  |  |  |  |  |  |  |  |  |  |  |  |
|  |                       |  |  |  |  |  |  |  |  |  |  |  |  |  |  |  |
|  |                       |  |  |  |  |  |  |  |  |  |  |  |  |  |  |  |
|  | Варда Склир           |  |  |  |  |  |  |  |  |  |  |  |  |  |  |  |
|  |                       |  |  |  |  |  |  |  |  |  |  |  |  |  |  |  |
|  |                       |  |  |  |  |  |  |  |  |  |  |  |  |  |  |  |
|  | Константин            |  |  |  |  |  |  |  |  |  |  |  |  |  |  |  |
|  |                       |  |  |  |  |  |  |  |  |  |  |  |  |  |  |  |
|  |                       |  |  |  |  |  |  |  |  |  |  |  |  |  |  |  |
|  | Варда, брат Василия I |  |  |  |  |  |  |  |  |  |  |  |  |  |  |  |
|  |                       |  |  |  |  |  |  |  |  |  |  |  |  |  |  |  |
|  |                       |  |  |  |  |  |  |  |  |  |  |  |  |  |  |  |
|  | ? Македон             |  |  |  |  |  |  |  |  |  |  |  |  |  |  |  |
|  |                       |  |  |  |  |  |  |  |  |  |  |  |  |  |  |  |
|  |                       |  |  |  |  |  |  |  |  |  |  |  |  |  |  |  |
|  | Григория Склир        |  |  |  |  |  |  |  |  |  |  |  |  |  |  |  |
|  |                       |  |  |  |  |  |  |  |  |  |  |  |  |  |  |  |
|  |                       |  |  |  |  |  |  |  |  |  |  |  |  |  |  |  |